# Jacob Murphy
Jacob Kai Murphy (Wembley, 24 febbraio 1995) è un calciatore inglese, centrocampista o attaccante del Newcastle Utd.

## Biografia
Ha un fratello gemello, Josh Murphy, a sua volta calciatore professionista.

## Carriera

### Club
Cresciuto nelle giovanili del Norwich City, ha giocato per il club dal 2016 al 2017 dopo vari prestiti. Si trasferisce in seguito al Newcastle United per 11,3 milioni di euro.

### Nazionale
Ha giocato nelle nazionali giovanili inglesi Under-18, Under-19, Under-20 ed Under-21.

## Statistiche

### Presenze e reti nei club
Statistiche aggiornate al 14 maggio 2025.
| Stagione             | Squadra              | Campionato           | Campionato | Campionato | Coppe nazionali | Coppe nazionali | Coppe nazionali | Coppe continentali | Coppe continentali | Coppe continentali | Altre coppe | Altre coppe | Altre coppe | Totale | Totale | Totale |
| Stagione             | Squadra              | Comp                 | Pres       | Reti       | Comp            | Pres            | Reti            | Comp               | Pres               | Reti               | Comp        | Pres        | Reti        | Pres   | Reti   |        |
| -------------------- | -------------------- | -------------------- | ---------- | ---------- | --------------- | --------------- | --------------- | ------------------ | ------------------ | ------------------ | ----------- | ----------- | ----------- | ------ | ------ | ------ |
| 2013-feb. 2014       | Norwich City         | PL                   | 0          | 0          | FACup+CdL       | 1+0             | 0               | -                  | -                  | -                  | -           | -           | -           | 1      | 0      |        |
| feb.-mar. 2014       | Swindon Town         | FL1                  | 6          | 0          | FACup+CdL       | -               | -               | -                  | -                  | -                  | FLT         | 1           | 0           | 7      | 0      |        |
| mar.-mag. 2014       | Southend Utd         | FL2                  | 7+1        | 1          | FACup+CdL       | -               | -               | -                  | -                  | -                  | FLT         | -           | -           | 8      | 1      |        |
| 2014-gen. 2015       | Norwich City         | FLC                  | 0          | 0          | FACup+CdL       | 1+1             | 0               | -                  | -                  | -                  | -           | -           | -           | 2      | 0      |        |
| nov.-dic. 2014       | Blackpool            | FLC                  | 9          | 2          | FACup+CdL       | -               | -               | -                  | -                  | -                  | -           | -           | -           | 9      | 2      |        |
| gen.-feb. 2015       | Scunthorpe Utd       | FL1                  | 3          | 0          | FACup+CdL       | -               | -               | -                  | -                  | -                  | FLT         | -           | -           | 3      | 0      |        |
| mar.-giu. 2015       | Colchester Utd       | FL1                  | 11         | 4          | FACup+CdL       | -               | -               | -                  | -                  | -                  | FLT         | -           | -           | 11     | 4      |        |
| 2015-2016            | Coventry City        | FL1                  | 40         | 9          | FACup+CdL       | 1+0             | 1               | -                  | -                  | -                  | FLT         | 1           | 0           | 42     | 10     |        |
| 2016-2017            | Norwich City         | FLC                  | 37         | 9          | FACup+CdL       | 2+1             | 0+1             | -                  | -                  | -                  | -           | -           | -           | 40     | 9      |        |
| Totale Norwich City  | Totale Norwich City  | Totale Norwich City  | 37         | 8          |                 | 6               | 1               |                    | -                  | -                  |             | -           | -           | 43     | 9      |        |
| 2017-2018            | Newcastle Utd        | PL                   | 25         | 1          | FACup+CdL       | 2+1             | 0               | -                  | -                  | -                  | -           | -           | -           | 28     | 1      |        |
| 2018-gen. 2019       | Newcastle Utd        | PL                   | 9          | 0          | FACup+CdL       | 3+1             | 0               | -                  | -                  | -                  | -           | -           | -           | 13     | 0      |        |
| gen.-giu. 2019       | West Bromwich        | FLC                  | 13+2       | 2+0        | FACup+CdL       | 0               | 0               | -                  | -                  | -                  | -           | -           | -           | 15     | 2      |        |
| 2019-2020            | Sheffield Weds       | FLC                  | 39         | 9          | FACup+CdL       | 3+2             | 0               | -                  | -                  | -                  | -           | -           | -           | 44     | 9      |        |
| 2020-2021            | Newcastle Utd        | PL                   | 26         | 2          | FACup+CdL       | 1+4             | 0+1             | -                  | -                  | -                  | -           | -           | -           | 31     | 3      |        |
| 2021-2022            | Newcastle Utd        | PL                   | 33         | 1          | FACup+CdL       | 1+0             | 0+0             | -                  | -                  | -                  | -           | -           | -           | 34     | 1      |        |
| 2022-2023            | Newcastle Utd        | PL                   | 36         | 4          | FACup+CdL       | 1+6             | 0+0             | -                  | -                  | -                  | -           | -           | -           | 43     | 4      |        |
| 2023-2024            | Newcastle Utd        | PL                   | 21         | 3          | FACup+CdL       | 3+1             | 0               | UCL                | 3                  | 0                  | -           | -           | -           | 28     | 3      |        |
| 2024-2025            | Newcastle Utd        | PL                   | 33         | 8          | FACup+CdL       | 2+4             | 0+1             | -                  | -                  | -                  | -           | -           | -           | 39     | 9      |        |
| Totale Newcastle Utd | Totale Newcastle Utd | Totale Newcastle Utd | 189        | 19         |                 | 30              | 2               |                    | 3                  | 0                  |             | -           | -           | 216    | 21     |        |
| Totale carriera      | Totale carriera      | Totale carriera      | 351        | 55         |                 | 42              | 4               |                    | 3                  | 0                  |             | 2           | 0           | 398    | 59     |        |

### Cronologia presenze in nazionale
| Cronologia completa delle presenze e delle reti in nazionale ― Inghilterra under 21 | Cronologia completa delle presenze e delle reti in nazionale ― Inghilterra under 21 | Cronologia completa delle presenze e delle reti in nazionale ― Inghilterra under 21 | Cronologia completa delle presenze e delle reti in nazionale ― Inghilterra under 21 | Cronologia completa delle presenze e delle reti in nazionale ― Inghilterra under 21 | Cronologia completa delle presenze e delle reti in nazionale ― Inghilterra under 21 | Cronologia completa delle presenze e delle reti in nazionale ― Inghilterra under 21 | Cronologia completa delle presenze e delle reti in nazionale ― Inghilterra under 21 |
| Data                                                                                | Città                                                                               | In casa                                                                             | Risultato                                                                           | Ospiti                                                                              | Competizione                                                                        | Reti                                                                                | Note                                                                                |
| ----------------------------------------------------------------------------------- | ----------------------------------------------------------------------------------- | ----------------------------------------------------------------------------------- | ----------------------------------------------------------------------------------- | ----------------------------------------------------------------------------------- | ----------------------------------------------------------------------------------- | ----------------------------------------------------------------------------------- | ----------------------------------------------------------------------------------- |
| 24-3-2017                                                                           | Wiesbaden                                                                           | Germania under 21                                                                   | 1 – 0                                                                               | Inghilterra under 21                                                                | Amichevole                                                                          | -                                                                                   |                                                                                     |
| 27-3-2017                                                                           | Randers                                                                             | Danimarca under 21                                                                  | 0 – 4                                                                               | Inghilterra under 21                                                                | Amichevole                                                                          | -                                                                                   | 38’                                                                                 |
| 16-6-2017                                                                           | Kielce                                                                              | Svezia under 21                                                                     | 0 – 0                                                                               | Inghilterra under 21                                                                | Europeo Under-21 2017 - 1º turno                                                    | -                                                                                   | 70’                                                                                 |
| 19-6-2017                                                                           | Kielce                                                                              | Slovacchia under 21                                                                 | 1 – 2                                                                               | Inghilterra under 21                                                                | Europeo Under-21 2017 - 1º turno                                                    | -                                                                                   | 46’ - 86’                                                                           |
| 22-6-2017                                                                           | Kielce                                                                              | Inghilterra under 21                                                                | 3 – 0                                                                               | Polonia under 21                                                                    | Europeo Under-21 2017 - 1º turno                                                    | 1                                                                                   | 46’                                                                                 |
| 27-6-2017                                                                           | Tychy                                                                               | Inghilterra under 21                                                                | 2 – 2 dts (3 – 4 dtr)                                                               | Germania under 21                                                                   | Europeo Under-21 2017 - Semifinale                                                  | -                                                                                   | 66’                                                                                 |
| Totale                                                                              |                                                                                     | Presenze                                                                            | 6                                                                                   |                                                                                     | Reti                                                                                | 1                                                                                   |                                                                                     |

## Palmarès

### Club

#### Competizioni nazionali
- Coppa di Lega inglese: 1

Newcastle: 2024-2025